# Šukljetova ulica, Novo mesto
Šukljetova ulica je ena od ulic v Novem mestu. Imenuje se po slovenskem politiku in zgodovinarju Franu Šukljetu. Ulica, ki je njegovo ime dobila leta 1970 danes poteka med Krallovo ulico in ulico Ob Težki vodi ter obsega 29 hišnih številk. Ulico, poimenovano po Franu Šukljetu je Novo mesto prvič dobilo že leta 1930. Takrat je ulica, ki je obsegala 28 hišnih številk, potekala od Kandijskega mostu mimo Šukljetovega gradiča Kamen in bolnišnice Usmiljenih bratov do mestne meje. Leta 1955 so Šukljetovo cesto preimenovali v Partizansko cesto, le-to pa so leta 1993 vključili v Kandijsko cesto.